# Polynesisk salangan
Polynesisk salangan (Aerodramus leucophaeus) är en fågel i familjen seglare.

## Utbredning och systematik
Fågeln hittas i Polynesien. Den delas in i tre underarter med följande utbredning:
- Aerodramus leucophaeus leucophaeus – förekommer i östra Sällskapsöarna (Tahiti och Moorea)
- Aerodramus leucophaeus ocistus – förekommer i norra Marquesasöarna (Eiao, Nukuhiva och Uahuka)
- Aerodramus leucophaeus gilliardi – förekommer i södra Marquesasöarna (Uapou, Hivaoa och Tahuata)

Polynesisk salangan kategoriserades tidigare som två arter, "marquesassalangan" (A. ocistus, inklusive gilliardi) och "tahitisalangan" (A. leucophaeus i begränsad mening). I AviList slås de dock ihop till en och samma art, med motiveringen att skillanderna i både mitokondrie-DNA , morfologi och fjäderdräkt är små.

## Status
IUCN kategoriserar arten som livskraftig.